# マタジャムノキ
マタジャムノキ（マレー語: mertajam ムルタジャム; 学名: Lepisanthes rubiginosa）は、ムクロジ科の木本（低木あるいは高木）である。
インド亜大陸、東南アジア、中華人民共和国に分布し、オーストラリアやニューカレドニアでも標本の採取例がある（参照: #分布）。
若葉や果実は食用となる（参照: #利用）。

## 分類史
マタジャムノキはイギリス東インド会社の関係者であったウィリアム・ロクスバラにより1796年、ムクロジ属の Sapindus rubiginosus として新種記載された。それとは別に1825年頃に現在インドネシアであるジャワ島で活動していたカール・ルートヴィヒ・ブルーメは現地のボゴール植物園で栽培されていた標本樹を基に Erioglossum edule を記載し、1849年以前にロクスバラにより記載されていた種を認知して Erioglossum rubiginosum とした。その後は7つの文献で Erioglossum rubiginosum、6つの文献で Erioglossum edule が独立種として扱われたことが確認されている。1969年にピーテル・ウィレム・レーンハウツが Erioglossum 属を含めたムクロジ科の複数属を Lepisanthes 属に統合する論文を発表し、マタジャムノキは Lepisanthes rubiginosa とされた。

## 特徴
樹高16メートル以下、胸高直径28センチメートルの低木あるいは小高木。表層の密毛は紅褐色-黄褐色、時に銀灰色となる箇所も存在する。小枝は円柱形で溝があり、直径約5（–15）ミリメートル、未熟時に短毛が密生する。
葉は（2–）3–6（–9）対、しばしば擬似的な頂生の小葉を伴い、未熟時はビロード様; 葉柄はおよそ円柱形で長さ7.5–12（–20）センチメートル、短毛が密生し、後に無毛となる; 小葉柄は長さ5（–10）ミリメートル以下。
小葉は楕円形から披針形、（4.5–）6.5–18（–25）センチメートル×（2–）3.5–8.5（–11）センチメートル、堅く紙質、表（）面が灰緑色から-灰色、裏面は帯黄緑色から帯赤褐色、両面とも中肋上や葉脈上が有毛で短くも密生し、表層全体（主に裏面; 触感はベルベット様）には疎生し、多かれ少なかれ無毛; 基部は円形-広楔形; 先端は鈍頭から鋭頭/先鋭形、しばしば微突形; 中肋は表面側の突出が強く、裏面は丸く、葉脈は各面に8–12（–16）、上向き-だだ広がり、ほぼ真っすぐから弱く湾曲、葉縁で折れ曲がり、僅かばかりの上部のものを除き明確には接合しておらず、表（）面はほとんど突出せず、裏面の突出も弱く、葉脈や細脈は表（）面では目立たず、裏面は密に網目状-階段状でやや突出。
花序は長さ25–35（–50）センチメートル、紅褐色柔毛が密生; 枝はしばしば長く、上向き、穂状; 集散花序はほぼ無柄から短い茎付き、団繖（）花序であるか明確に分枝し、少数から数個の花をつける; 苞や小苞は小さく、錐状; 小花柄は1–2（–5）ミリメートル。
花には芳香あり。
萼片は環形-卵形、弱く凹形、新しいものは緑色、縁は時に花弁状、繊毛あり、内側は無毛か僅かに有毛、外側2つは1.2–2.2ミリメートル×1.2–2ミリメートル、鋭頭、内側3つは1.8–2.8ミリメートル×2–3ミリメートル、鈍頭。
花弁は4（か5）枚、つめ0.5–1ミリメートル、本体2–4×1.5–2.2、上部半分が小円鋸歯状、新しいものは白色から帯黄色、つめの上部に長い繊毛があり、本体の狭い下部にはまばらに見られ、外側では基部が僅かに有毛; 鱗片は長さ約1.5–3ミリメートル、4角形から±2裂、基部から先端にかけて僅かに狭く、ひげあり、付属物は深く2裂、裂片も時に2裂、有毛; 背軸の花弁は向軸のものよりも短めかつ狭めであり、伴われる鱗片も短めである。
雄蕊（おしべ）は背軸側が最長となる; 花糸は扁平であり、長く白色で有毛、雄花では長さ（1.5–）3–5ミリメートル、雌花では1.5ミリメートル; 葯は長楕円形-卵形、0.8ミリメートル、無毛。
子房は3裂、1.2–1.8ミリメートル×2–2.2ミリメートル、密に密着-有毛; 花柱は円筒状で長さ2.2ミリメートル、曖昧に3裂する先端部近くで折れ曲がり、下部3分の2でまばらに密着-有毛; 雌花の退化雌蕊（めしべ）は高さ約0.8ミリメートル、長く有毛。
果実は1裂か2裂か3裂、裂片は広がり8–13ミリメートル×7–8ミリメートル、かすかに竜骨弁状、成熟すると暗紫色からほぼ黒色となり、ほぼ無毛; 内果皮は細いが硬く強靭であり、無毛。
種子は長楕円形-楕円状、9–11ミリメートル×4ミリメートル×4ミリメートル、へそは基部にあり、小さい。

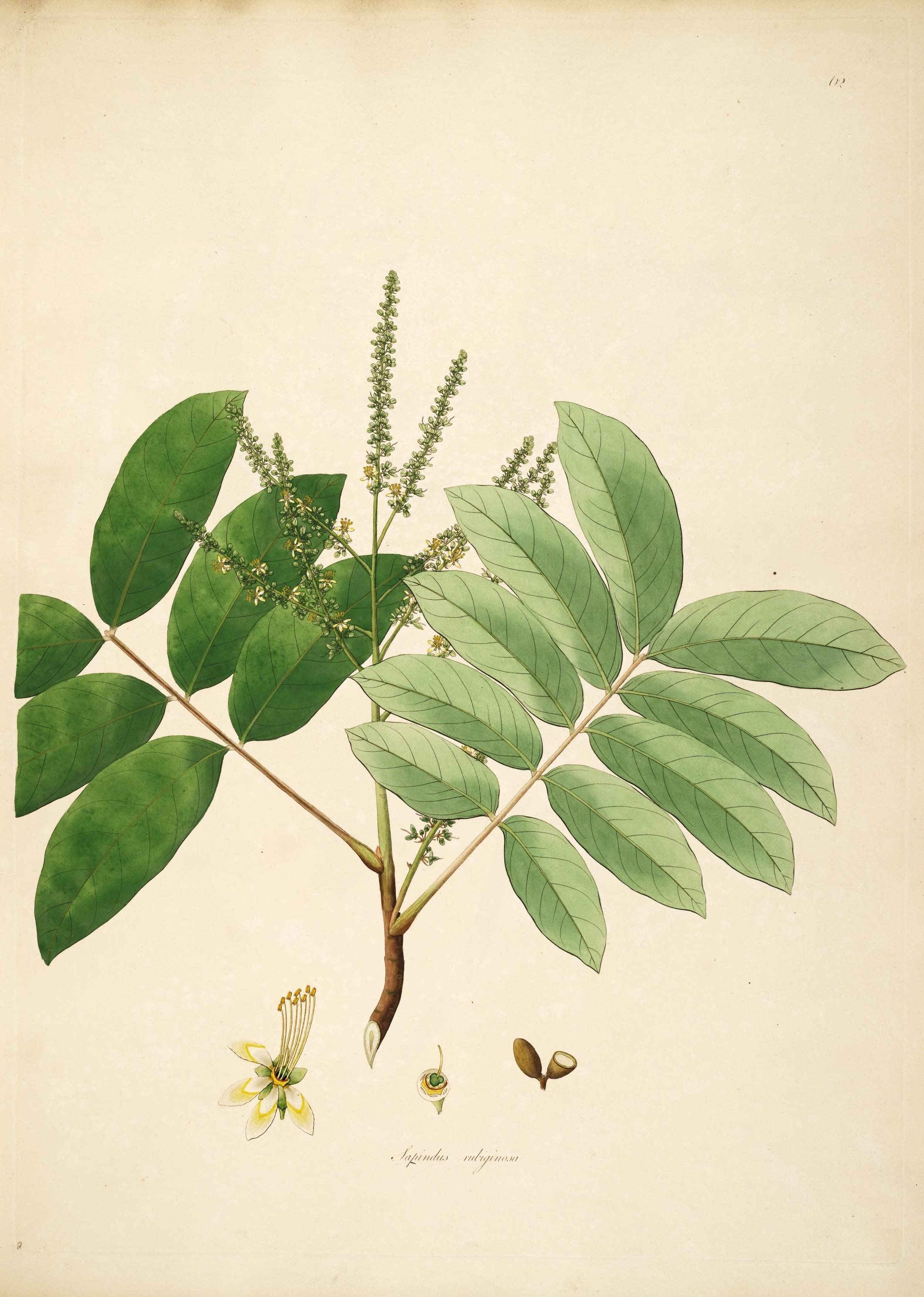
『コロマンデル海岸の植物』における図版。
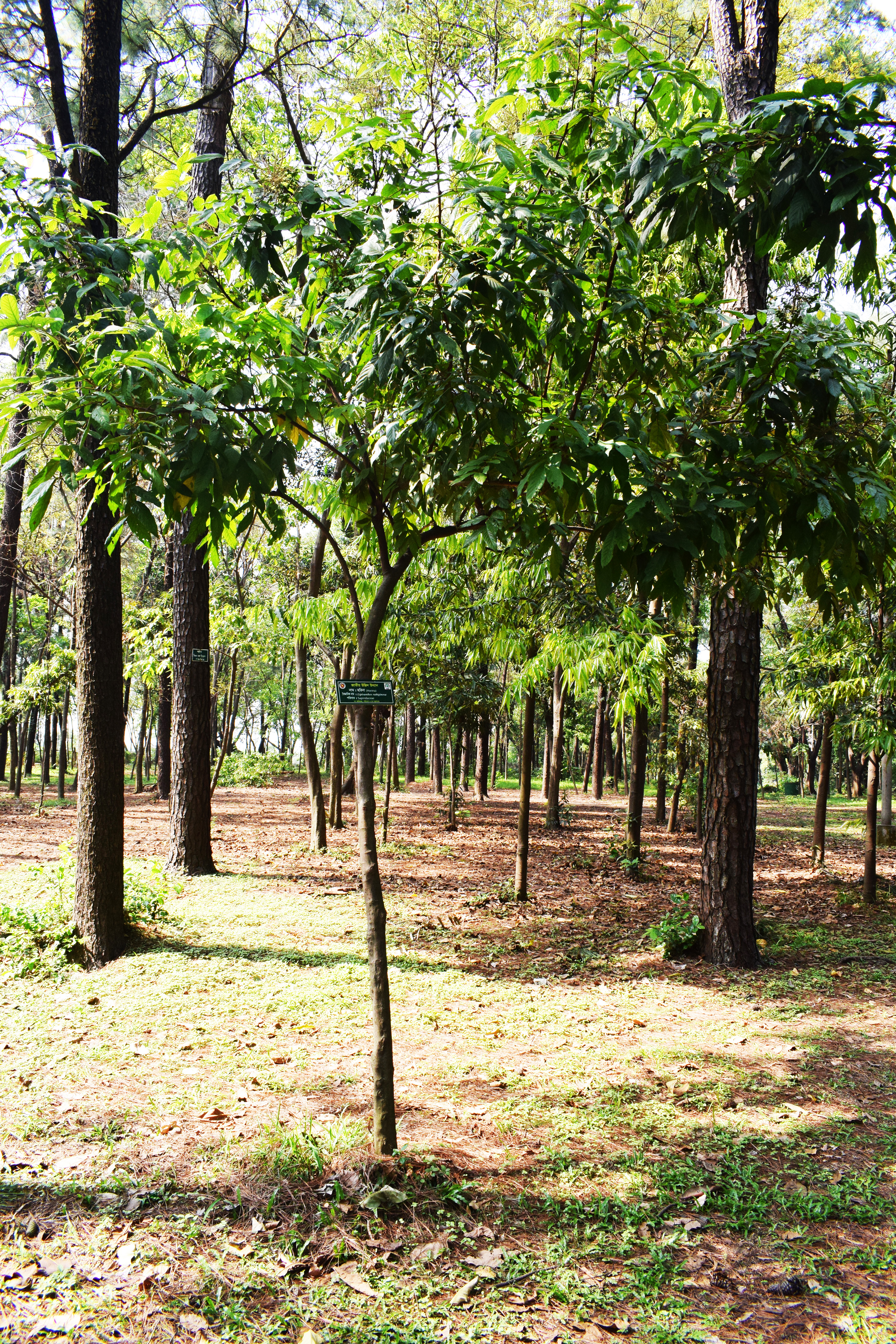
全体。バングラデシュ国立植物園（英語版）にて。
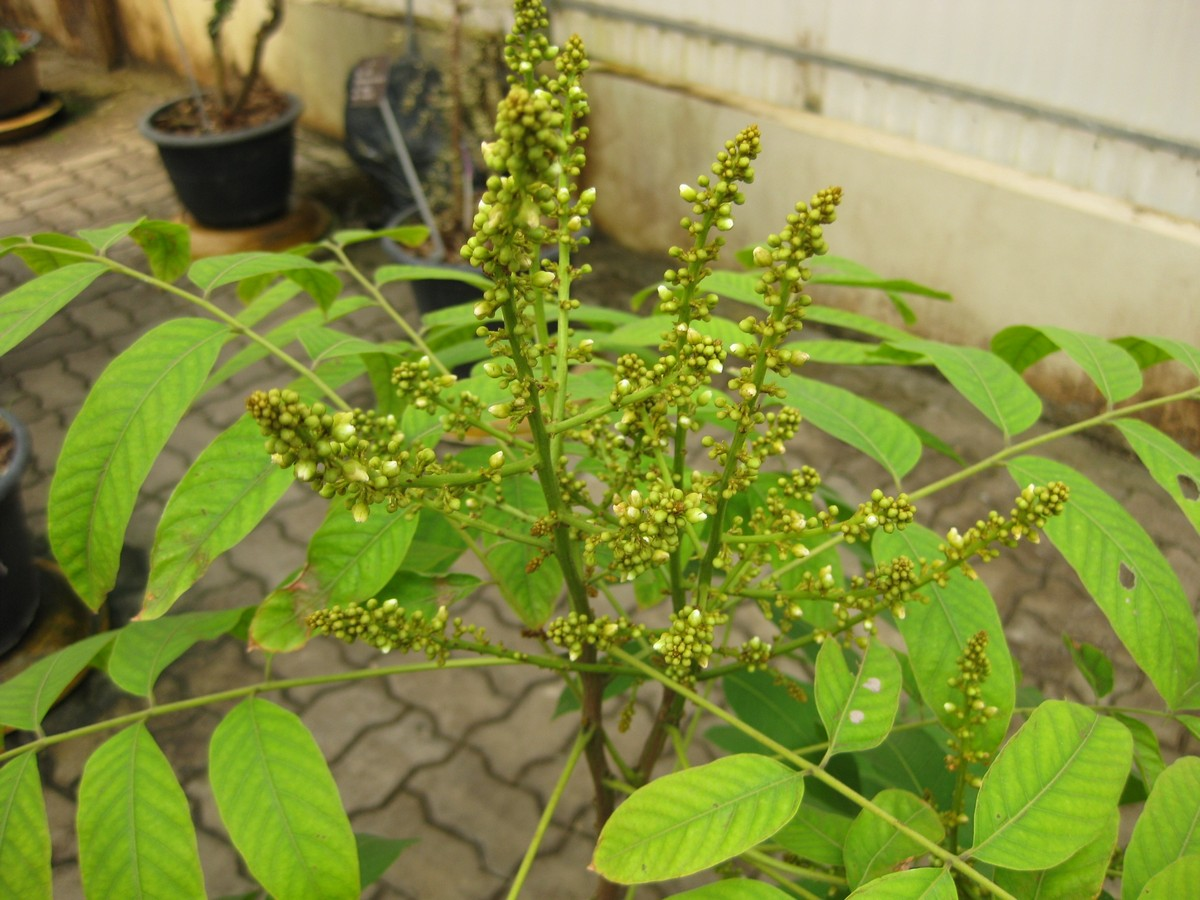
花序。タイ王国シリキット王妃植物園にて。
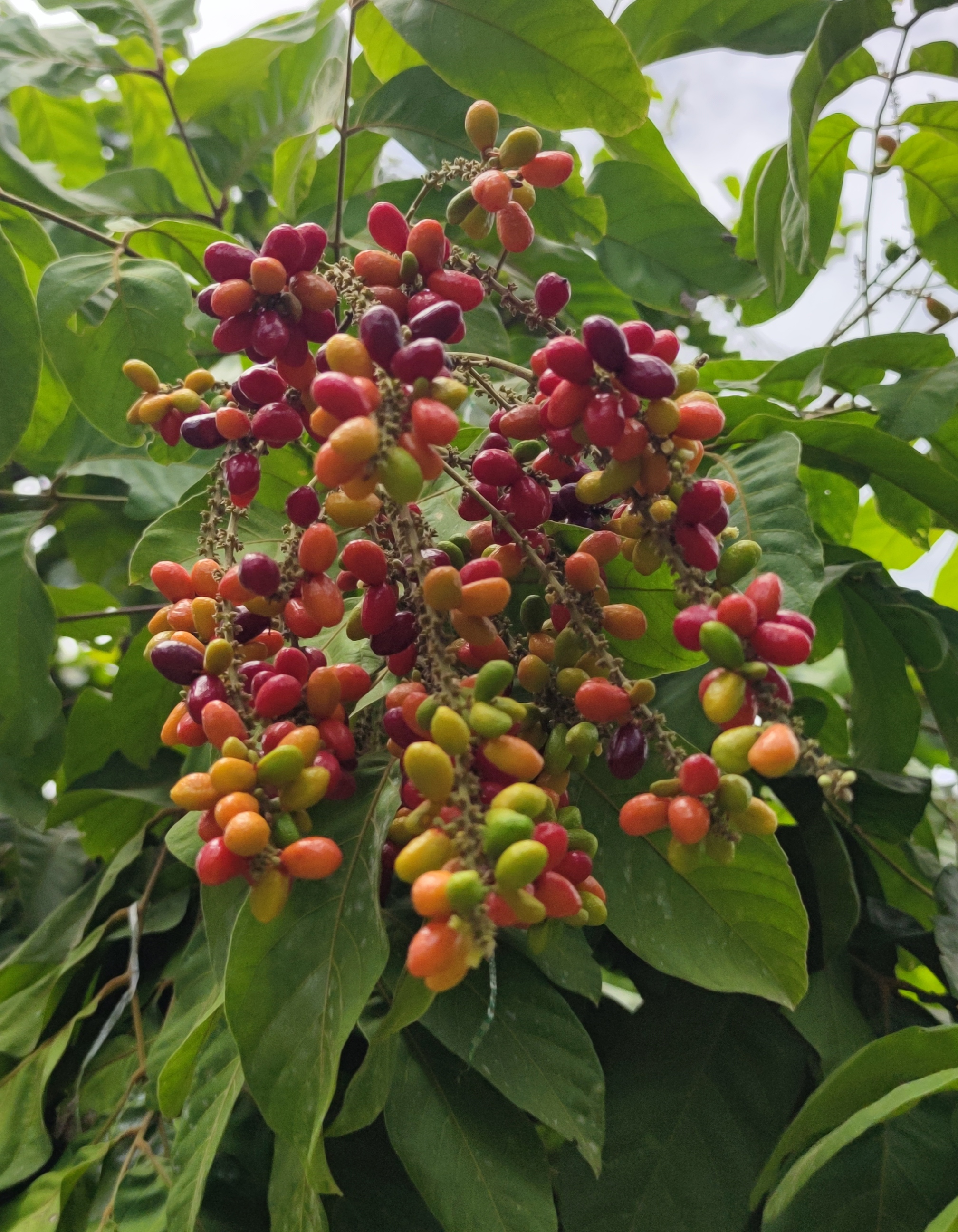
果実。インドネシアのアチェ州にて。

## 分布
マタジャムノキはインド以東のアジアに分布する。中華人民共和国（南東部: 広東省、広西チワン族自治区; 海南省）での分布が確認されており、標本の採取例はベトナム、カンボジア、ラオス、タイ、ビルマ、インド領アンダマン諸島、インド領ニコバル諸島、バングラデシュ、ヒマラヤ東部（シッキム）、ネパール、インド（アッサム州、西ベンガル州、ウッタル・プラデーシュ州、ポンディシェリ連邦直轄領、タミル・ナードゥ州、マハーラーシュトラ州）、マレー半島（マレーシア領、シンガポール）、スマトラ（バンカ島含む）、ジャワ、ボルネオ（マレーシア領: サラワク州、サバ州; インドネシア領: アナンバス諸島含むカリマンタン）、小スンダ列島、スラウェシ、モルッカ諸島、フィリピン、オーストラリア（西オーストラリア州）に見られる。
このうち西オーストラリア州では後に追加の標本採取も行われたが、1985年までの時点で果実は確認されていない。
また1932年に記載され、1991年に本種のシノニムとされた Cupaniopsis godefroyi Guillaumin はニューカレドニアのヌメアにて採取されており、従ってマタジャムノキはニューカレドニアにも分布するということになる。
なおニューギニア島（パプアニューギニア）からも少数の報告例が存在するが、少なくとも Baker (1923) や Radlkofer (1932:299) により引用されている標本 Forbes 579 は後に同じムクロジ科の別種 Cupaniopsis platycarpa Radlk. と再同定されている。

## 生態
マタジャムノキは季節性や常に湿潤な条件下において、好んで定期的に乾燥する（まれに沼沢性の）肥沃な土壌や不毛な土壌、いずれにせよ大量の粘土、砂、石灰上に生育する。より開けた植生の亜階高木あるいは低木であり、落葉林（ジャワ中央部および東部のチーク林においてはありふれた存在）、発達段階にある二次林、低木林など、林縁沿い、道端、河岸、マングローブの内側沿いといった場所に見られる。マレー群島区系では高度300（–1200）メートル以下で確認されており、花期や果期は1月から12月にかけてであるが、Corner (1940) によるとマレー半島においては1年のうち2度、乾期の後にとのことである。中華人民共和国においては花期は春、果期は夏である。

## 利用
マタジャムノキはいくつかの部位が食用となる。若葉は野菜として利用され、果実は渋味の混じった甘味を持ち、主に子供のおやつとして賞味され、砂糖煮もされる。なお種子が大きく、果肉（種衣）は薄い。
薬用ともなり、根や葉、時に果実や種子の煎じ薬が発熱の際に利用される。
木材としても有用である。色は赤色であり、インドでは高木となり、高価となる模様であるが、マレー群島区系では薪とされるか、ジャワで時に杵や道具の取っ手に使用される程度である。

## マタジャムノキ属
マタジャムノキ属（Lepisanthes）はいわゆる旧世界の熱帯および亜熱帯に分布し、30種程度が知られている。
ピーテル・ウィレム・レーンハウツにより行われたムクロジ属の分類見直しの結果、1969年に Aphania Blume、Aphanococcus Radlk.、Erioglossum Blume、Hebecoccus Radlk.、Manongarivea Choux、Otophora Blume、Sapindopsis F.C.How & C.N.Ho、Thraulocuccus Radlk. といった属が Lepisanthes 属に統合された。この際にマタジャムノキ属とされた種の一つアフリカムクロジ（学名: Lepisanthes senegalensis (Poir.) Leenh.; シノニム: Aphania senegalensis (Poir.) Radlk.）はその名の通り西アフリカのセネガルにて採取された標本を基に記載されたものであったが、レーンハウツの見直しによりアフリカ（西部、西中央部、北東部、東部、南部）のみならず、インド亜大陸（スリランカ含む）、インドシナ、マレー群島区系、パプアシア（ニューギニア、ビスマルク諸島）にまで分布するということが確認された。